# Enigmaticolus
Enigmaticolus là một chi ốc biển, là động vật thân mềm chân bụng sống ở biển trong họ Buccinidae.

## Các loài
Các loài trong chi Enigmaticolus gồm có:
- Enigmaticolus monnieri Fraussen, 2008[2]